# Mercedes García-Arenal
Mercedes García-Arenal (Madrid, 1950) és una filòloga, arabista, historiadora de la religió i investigadora del Consell Superior d'Investigacions Científiques.

## Trajectòria
Garcia-Arenal té una llarga trajectòria d'estudi de les relacions entre el judaisme, l'islam i el cristianisme, i també entre els jueus, musulmans i cristians, ocupant-se, especialment, dels moments i els llocs del passat en què algun d'aquests grups va ser minoritari respecte als altres.
Professora d'investigació de l'Institut de Llengües i Cultures de la Mediterrània i Orient del CSIC, es doctorà en Filologia Semítica per la Universitat Complutense de Madrid, va ser becària postdoctoral a l'Escola d'Estudis Orientals i Africans de la Universitat de Londres. Ha estat investigadora a la Universitat de Princeton i a l'École des hautes études en sciences sociales de París.
Ha dirigit de la revista Al-Qantara. Revista d'Estudis Àrabs des del 1999 fins al 2013. Des de 2013 és investigadora principal del projecte “Conversion, Overlapping Religiosities, Polemics and Interaction: Early Modern Iberia and Beyond” del Consell Europeu d'Investigació.
L'any 2019 va rebre el Premi Nacional Ramón Menéndez Pidal d'Humanitats, pels seus estudis sobre minories religioses a l'Edat Moderna de la península Ibèrica i la Mediterrània. El seu treball és de gran rellevància per entendre l'Europa contemporània, concretament les grans religions, el contacte i la diferència cultural, la por a l'estrany i els perills del messianisme.

## Publicacions[5]
- Inquisición y moriscos: los procesos del Tribunal de Cuenca (1978)
- Relación del origen y suceso de los xarifes y del estado de los reinos de Marruecos, Fez y Tarudante amb Diego de Torres i Julio Caro Baroja (1980)
- Moros y judíos en Navarra durante la Baja Edad Media, en col·laboració amb Béatrice Leroy (1984)
- Los españoles y el norte de África: siglos XV-XVIII, amb Miguel Ángel de Bunes Ibarra (1992)
- Los moriscos con Miguel Angel de Bunes Ibarra (1996)
- La diáspora de los andalusíes (2003)
- Cartas marruecas: documentos de Marruecos en archivos españoles (siglos XVI-XVII), amb Fernando Rodríguez Mediano i Rachid El Hour (2002)
- Un hombre en tres mundos: Samuel Pallache, un judío marroquí en la Europa protestante y en la católica, amb Gerard Albert Wiegers (2007)
- Un Oriente español. Los moriscos y el Sacromonte en tiempos de Contrarreforma, amb Fernando Rodríguez Mediano (2010)
- The Orient in Spain: converted Muslims, the forged lead books of Granada, and the rise of orientalism amb Fernando Rodríguez Mediano (2013)
- Los plomos del Sacromonte: invención y tesoro con Manuel Barrios Aguilera, com a editora (2006)
- Los moriscos: expulsión y diáspora. Una perspectiva internacional, editat conjuntament amb Gerard Albert Wiegers (2013).